# Jean Le Parisy
Jean Le Parisy (mort le 20 janvier 1335) est un ecclésiastique qui fut évêque de Vannes de 1310/1312 à 1335

## Biographie
Il devient évêque de Vannes vers 1310/1312, car après la mort du duc Arthur II de Bretagne, le 27 août 1312, il est un de ses exécuteurs testamentaires. Il entre en conflit avec son fils et successeur, Jean III de Bretagne, qui débouté de la procédure qu'il a engagé contre sa belle-mère Yolande de Dreux, accuse devant le Pape les gestionnaires de la succession paternelle de malversations. Ils se réconcilient sans doute après une transaction amiable entre les parties. Il est présent aux États de Bretagne de 1315 à Rennes et reconnaît avec les autres évêques bretons que, lors des vacances des sièges épiscopaux, la régale revient au duc jusqu'à la prestation de serment des nouveaux élus.
Devenu âgé, après une apoplexie, il demeure partiellement paralysé et muet et doit donc s'adjoindre avec l'accord du chapitre, des vicaires généraux pour administrer le diocèse en la personne du chanoine Henri le Camus et de son propre frère l'archidiacre Sylvestre (1366). Le pape Jean XXII refuse de confirmer leur désignation qu'il juge anti-canonique et confie le 22 mars 1334 à des fonctionnaires pontificaux la gestion des finances de l'évêché. Selon Jean-Pierre Leguay, il meurt le 20 janvier 1335. Le chapitre de chanoines de Vannes élit le 10 mars 1339 l'un des siens Geoffroy de Saint-Guen comme son successeur.

## Source
- (la) Jean-Barthélemy Hauréau, Gallia Christiana, vol. XIV Provincia Turonensi, Paris, Firmin-Didot, 1856, p. 929 Ecclesia Venentesis XLIII Johannes I..